# 다비드 오이스트라흐

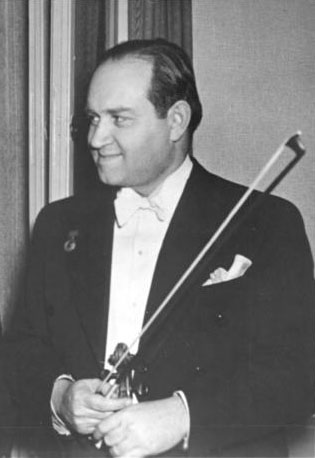

다비드 표도르비치 오이스트라흐(러시아어: Давид Фёдорович Ойстрах 다비트 표도르비치 오이스트라흐[*], 1908년 9월 30일(율리우스력) 9월 17일 ~ 1974년 10월 24일)는 소련의 저명한 바이올리니스트이자 지휘자이다. 수 많은 오케스트라, 음악가들과 함께 작업하였으며 드미트리 쇼스타코비치, 아람 하차투리안 등 유명 작곡가로부터 바이올린 곡을 헌정받았다. 20세기 최고의 바이올리니스트들 중 하나로 손꼽힌다.
1908년 우크라이나 오데사에서 태어나 표트르 스톨랴르스키로부터 바이올린 교육을 받았다. 1934년부터 모스크바 음악원에서 교사로 수많은 준재를 육성하였다, 아들인 이고리 오이스트라흐와의 공연은 세계 악단의 명물로 평가받았다. 1935년 바르샤바의 비에니아프스키 국제 콩쿠르에서 제2위, 1937년엔 브뤼셀의 이자이 국제콩쿠르에 제1위로 입상하여, 철의 장막에 싸여 있던 소련에 놀랄 만한 천재 바이올리니스트가 있음이 세상에 알려졌다. 나중에는 지휘자로서도 본격적인 활동을 하였다. 레프 오보린과 많은 녹음을 남겼다.